# 安提戈涅

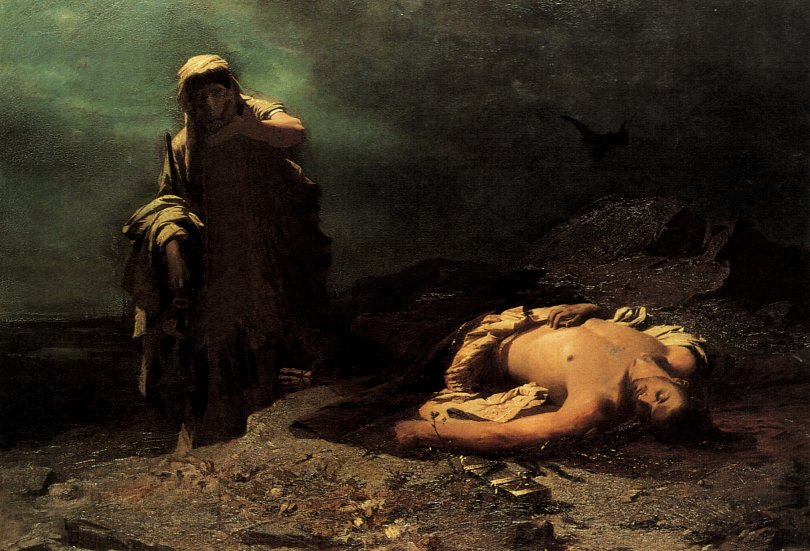
安提戈涅准备埋葬死去的波吕尼刻斯

安提戈涅，希臘神話中忒拜国王俄狄浦斯与王后伊俄卡斯忒的女儿。悲剧作家索福克勒斯和欧里庇得斯都写过以安提戈涅为主角的剧作。

## 神话
安提戈涅是伊俄卡斯忒与其子俄狄浦斯不知情的亂倫后生下的女兒。所以安提戈涅是俄狄浦斯的女儿和妹妹，母親伊俄卡斯忒的女儿和孫女。她的兄弟姐妹有厄忒俄克勒斯、波呂尼刻斯和伊斯墨涅。当俄狄浦斯因弑父娶母的罪行而被迫出走（一说是被他的两个儿子放逐）时，安提戈涅自愿陪在父亲身边，随他四处流浪，直到俄狄浦斯在科罗诺斯死去。一些神话提到阿提刻英雄忒修斯帮助安提戈涅把俄狄浦斯安葬于雅典附近，俄狄浦斯的儿子们很久以后才得知该坟墓的所在地。在安葬了俄狄浦斯之后，安提戈涅又回到忒拜。
后来安提戈涅的两个哥哥波吕尼刻斯与厄忒俄克勒斯为争夺忒拜统治权而发生冲突（一说这对兄弟之间的矛盾是他们的父亲俄狄浦斯的诅咒造成的）。波吕尼刻斯被厄忒俄克勒斯赶走，他愤而召集了六位英雄一起攻打忒拜城，史称七將攻底比斯（包括波吕尼刻斯本人、阿耳戈斯国王阿德剌斯托斯、堤丟斯、预言家安菲阿剌俄斯、国王阿德剌斯托斯之侄卡帕纽斯、国王阿德剌斯托斯兄弟希波迈冬和帕耳忒诺派俄斯）。结果波吕尼刻斯和厄忒俄克勒斯两兄弟在单独对决中同归于尽，而除了阿德剌斯托斯和安菲阿剌俄斯（他被宙斯接到天上而免于一死）之外的所有参战英雄也全部阵亡。战争结束后，安提戈涅的舅父克瑞翁继承了忒拜王位。克瑞翁用对待英雄的方式安葬了厄忒俄克勒斯，而宣布攻打忒拜的波吕尼刻斯是叛徒，将他的尸体抛弃在野外，任其腐烂和被野兽吃掉。安提戈涅认为这不公正、不道德、违反了神意。因此她不顾克瑞翁的禁令，埋葬了哥哥的尸体。她被捕并送到克瑞翁面前后向众人宣传自己是有意违反克瑞翁的禁令，指出神的律法要高于人的律法。她有意激怒克瑞翁，但求一死。
索福克勒斯的《安提戈涅》是悲剧结局：克瑞翁下令将安提戈涅用围墙困在波吕尼刻斯的墓中，安提戈涅在墓里自杀身亡，她的未婚夫、克瑞翁的儿子海蒙得知其死讯后自杀身亡，克瑞翁的妻子Eurydice发现这一切之后也自杀身亡。
欧里庇得斯写过喜剧《安提戈涅》，但早已散逸，僅有部分内容存世，结局反转了索福克勒斯的悲剧结局：安提戈涅埋葬波吕尼刻斯的尸体时得到了海蒙的帮助，因此克瑞翁下令把他们两人一起处死（或命令海蒙将安提戈涅杀死）。这时酒神狄俄倪索斯出现，迫使克瑞翁释放了安提戈涅与海蒙，并预言他们将来必生贵子，于是二人完婚。
安提戈涅的神话还有其他几个版本。一说安提戈涅和伊斯墨涅一起埋葬了波吕尼刻斯后，准备投奔波吕尼刻斯的岳父阿德剌斯托斯，但在逃亡路上被厄忒俄克勒斯的儿子拉俄达马斯追上。拉俄达马斯放火焚烧安提戈涅姐妹藏身的赫拉神庙，把他的两个姑母活活烧死。又一说，安提戈涅与波吕尼刻斯的遗孀阿耳革亚（或说只是安提戈涅一人）偷走了被曝尸街头的波吕尼刻斯的尸体，然后把他拖到正被火化的厄忒俄克勒斯的尸体处，把两兄弟一起火化了。之后阿耳革亚成功脱身，安提戈涅则被士兵抓住。古希腊人把从两兄弟战死的地点到火化的地点之间的路程称为“安提戈涅拖尸之路”。后来的传说又加上了更多细节，如两兄弟虽在一起火化，但尸体燃烧的火舌却彼此分开，互不相交。更晚出的神话说，克瑞翁命令海蒙杀死安提戈涅，但海蒙却将安提戈涅藏了起来，并与她生了一个儿子。这个儿子长大后前去参加忒拜的竞技会，结果被克瑞翁认出。克瑞翁又强迫海蒙杀死妻子，海蒙从命，而後自杀身亡。

## 文化艺术中的安提戈涅
安提戈涅的故事感动人心，自古典时代起就有了许多以其作为主题的文艺作品。索福克勒斯利用安提戈涅的故事写成悲剧《安提戈涅》和《俄狄浦斯在科罗诺斯》。在这两部作品中，安提戈涅被描绘成性格坚毅、骨肉情深的女性形象。歐里庇得斯也寫了一部名為《安提戈涅》的戏剧，但早已散逸，僅有部分内容保存于后人的引用里（他的另一部作品《腓尼基妇女》中也包含了《安提戈涅》的部分文字）。后来的作品更是不可胜数：17世纪时拉辛写了《忒拜之歌》，18世纪的梅塔斯塔西奥和阿尔斐耶里都写过戏剧《安提戈涅》，20世纪有30多个作家写过同名戏剧。用安提戈涅的题材写歌剧的作曲家有托马索·特拉埃塔、克里斯托夫·格鲁克和德米特里·斯捷潘诺维奇·博尔特尼扬斯基等。